# Ronde van Italië 2014/Twaalfde etappe
De twaalfde etappe van de Ronde van Italië 2014 werd op 22 mei verreden. In deze etappe reed elke renner apart in een individuele tijdrit over een afstand van 46,4 kilometer van Barbaresco naar Barolo.

## Verloop
In de tijdrit van de twaalfde etappe van de ronde van Italië werden er grote verschillen in het algemeen klassement gemaakt. Waarbij de Colombiaan Rigoberto Urán de eerste plek verkreeg, zijn naaste belager Cadel Evans verloor anderhalve minuut en staat nu tweede op 37 seconden. Voor de tijdrit stond Wilco Kelderman nog op de 7de plek, maar door de slechte rit van Fabio Aru, steeg Kelderman naar een 5de plaats in het algemeen klassement.

## Uitslag
| Barbaresco - Barolo (46,4 km (individuele tijdrit)) |                    |                         |        |
| Plaats                                              | Naam               | Ploeg                   | Tijd   |
| Winnaar                                             | Rigoberto Urán     | Omega Pharma-Quick-Step | 57'34" |
| 2                                                   | Diego Ulissi       | Lampre-Merida           | +1'17" |
| 3                                                   | Cadel Evans        | BMC Racing Team         | +1'34" |
| 4                                                   | Rafał Majka        | Tinkoff-Saxo            | +1'39" |
| 5                                                   | Gianluca Brambilla | Omega Pharma-Quick-Step | +1'53" |
| 6                                                   | Wout Poels         | Omega Pharma-Quick-Step | +2'00" |
| 7                                                   | Wilco Kelderman    | Belkin Pro Cycling      | +2'03" |
| 8                                                   | Thomas De Gendt    | Omega Pharma-Quick-Step | +2'07" |
| 9                                                   | Domenico Pozzovivo | AG2R La Mondiale        | +2'09" |
| 10                                                  | Patrick Gretsch    | AG2R La Mondiale        | +2'12" |

## Klassementen
| Algemeen klassement |                    |                         |           |
| Plaats              | Naam               | Ploeg                   | Tijd      |
| Roze trui           | Rigoberto Urán     | Omega Pharma-Quick-Step | 49u37'35" |
| 2                   | Cadel Evans        | BMC Racing Team         | +37"      |
| 3                   | Rafał Majka        | Tinkoff-Saxo            | +1'52"    |
| 4                   | Domenico Pozzovivo | AG2R La Mondiale        | +2'32"    |
| 5                   | Wilco Kelderman    | Belkin Pro Cycling      | +2'50"    |
| 6                   | Nairo Quintana     | Team Movistar           | +3'29"    |
| 7                   | Fabio Aru          | Astana Pro Team         | +3'37"    |
| 8                   | Wout Poels         | Omega Pharma-Quick-Step | +4'06"    |
| 9                   | Steve Morabito     | BMC Racing Team         | +4'20"    |
| 10                  | Robert Kišerlovski | Trek Factory Racing     | +4'41"    |
|                     |                    |                         |           |
| 17                  | Maxime Monfort     | Lotto-Belisol           | +7'01"    |

| Puntenklassement |                 |                     |        |
| Plaats           | Naam            | Ploeg               | Punten |
| Rode trui        | Nacer Bouhanni  | FDJ.fr              | 220    |
| 2                | Giacomo Nizzolo | Trek Factory Racing | 196    |
| 3                | Roberto Ferrari | Lampre-Merida       | 156    |
|                  |                 |                     |        |
| 8                | Wilco Kelderman | Belkin Pro Cycling  | 68     |
| 23               | Kenny Dehaes    | Lotto-Belisol       | 28     |

| Bergklassment |                  |                     |        |
| Plaats        | Naam             | Ploeg               | Punten |
| Blauwe trui   | Julián Arredondo | Trek Factory Racing | 75     |
| 2             | Diego Ulissi     | Lampre-Merida       | 39     |
| 3             | Stefano Pirazzi  | Bardiani CSF        | 26     |
|               |                  |                     |        |
| 6             | Wilco Kelderman  | Belkin Pro Cycling  | 15     |
| 20            | Tim Wellens      | Lotto-Belisol       | 9      |

| Jongerenklassement |                 |                    |           |
| Plaats             | Naam            | Ploeg              | Tijd      |
| Witte trui         | Rafał Majka     | Tinkoff-Saxo       | 49u39'27" |
| 2                  | Wilco Kelderman | Belkin Pro Cycling | +58"      |
| 3                  | Nairo Quintana  | Team Movistar      | +1'37"    |
|                    |                 |                    |           |
| 21                 | Tim Wellens     | Lotto-Belisol      | +1u13'50" |

| Ploegenklassement |                         |            |
| Plaats            | Ploeg                   | Tijd       |
|                   | Omega Pharma-Quick-Step | 148u11'05" |
| 2                 | AG2R La Mondiale        | +5'32"     |
| 3                 | BMC Racing Team         | +7'46"     |
|                   |                         |            |
| 15                | Belkin Pro Cycling      | +1u17'03"  |

1e etappe ·
2e etappe ·
3e etappe ·
4e etappe ·
5e etappe ·
6e etappe ·
7e etappe ·
8e etappe ·
9e etappe ·
10e etappe ·
11e etappe ·
12e etappe ·
13e etappe ·
14e etappe ·
15e etappe ·
16e etappe ·
17e etappe ·
18e etappe ·
19e etappe ·
20e etappe ·
21e etappe
Startlijst · Eindstanden · Afbeeldingen